# Nercely Soto
Nercely Soto (ur. 23 sierpnia 1990) – wenezuelska lekkoatletka specjalizująca się w biegach sprinterskich.
Podczas mistrzostw ibero-amerykańskich w 2012 była czwarta w biegu na 200 metrów i sztafetach 4 x 100 (Wenezuelki w składzie: Lexabeth Hidalgo, Wilmary Álvarez, Nelsibeth Villalobos i Soto ustanowiły czasem 44,81 rekord kraju) i 4 x 400 metrów oraz odpadła w eliminacjach biegu na 100 metrów. Startowała na igrzyskach olimpijskich w Londynie odpadając w eliminacjach biegu na 200 metrów. We wrześniu 2012 zdobyła złoto (w biegu na 200 metrów) i srebro (w biegu na 400 metrów) podczas młodzieżowych mistrzostw Ameryki Południowej. W 2013 zdobyła dwa srebra i brąz na mistrzostwach Ameryki Południowej oraz wielokrotnie stanęła na podium igrzysk boliwaryjskich. Złota, srebrna i brązowa medalistka igrzysk Ameryki Południowej w Santiago (2014). W 2015 zdobyła dwa złote i dwa srebrne medale mistrzostw Ameryki Południowej. W 2016 wywalczyła złoto i brąz na mistrzostwach ibero-amerykańskich.
Złota medalistka mistrzostw Wenezueli.

## Rekordy życiowe
- bieg na 100 metrów – 11,49 (8 kwietnia 2016, Santiago)
- bieg na 200 metrów – 22,53 (12 maja 2012, Caracas) rekord Wenezueli
- bieg na 400 metrów – 51,94 (26 listopada 2013, Trujillo) rekord Wenezueli

Do zawodniczki należał także były rekord Wenezueli w biegu na 100 metrów (11,54 w 2014).